# Meer van Lugano
Het Meer van Lugano (Italiaans: Lago di Lugano en Ceresio) is een meer in het zuidoosten van Zwitserland, aan de grens tussen Zwitserland en Italië. Het meer draagt de naam van de grootste stad aan zijn oevers, Lugano. Het meer ligt tussen het Lago Maggiore en het Comomeer in. Het meer watert via de Tresa af op het Lago Maggiore. Het diepste punt, 288 meter, ligt iets ten oosten van Gandria in het Italiaanse deel van het meer. De oppervlakte bedraagt 48,7 km².
Het meer is van oorsprong een gletsjermeer. Het werd vermeld door Gregorius van Tours in 590 als het Ceresio, waarmee verwezen wordt naar het Latijnse cerasus, en de vele kersenbomen die indertijd aan de oevers van het meer groeiden en bloeiden. In 804 schrijft men over het meer met verwijzing naar Laco Luanasco.
In 1848 werd een dijk over het meer gebouwd, vertrekkend van een morene tussen Melide en Bissone, de Ponte-diga di Melide. Hiermee werd een directe verbinding tussen Lugano en Chiasso mogelijk. Over de dijk lopen de Gotthardspoorlijn en de autosnelweg A2. De dijk deelt het meer in twee bassins, een 27,5 km² groot noordelijk bassin en een 21,4 km² groot zuidelijk bassin. Een kanaal met bruggen laat waterstroming en scheepvaart toe. De gemiddelde retentietijd van het meer van 8,2 jaar verschilt aanzienlijk tussen noordelijk (11,9 jaar) en zuidelijk (2,3 jaar) bassin.
63% van de oppervlakte van 48,7 km² is Zwitsers gebied, de resterende 37% Italiaans. De exclave Campione d'Italia, een belastingvrij gebied, ligt aan de zuidoostelijke oever van het meer.
Plaatsen die aan dit meer liggen zijn onder andere:
- Lugano (CH)
- Gandria (CH)
- San Mamete (I)
- Porlezza (I)
- Valsolda (I)
- Campione d'Italia (I - exclave)
- Bissone (CH)
- Maroggia (CH)
- Capolago (CH)
- Riva San Vitale (CH)
- Brusino Arsizio (CH)
- Porto Ceresio (I)
- Ponte Tresa (I/CH)
- Caslano (CH)
- Magliaso (CH)
- Agno (CH)
- Montagnola (CH)
- Figino (CH)
- Morcote (CH)
- Melide (CH)
- Paradiso (CH)

Het grootste deel van deze plaatsen ligt in Zwitserland, een kleiner deel in Italië. Transport op het meer wordt verzorgd door de Società Navigazione del Lago di Lugano.
Meer van Ägeri · Meer van Biel · Bodenmeer · Meer van Brienz · Meer van Genève · Meer van Lugano · Lago Maggiore · Meer van Murten · Meer van Neuchâtel · Meer van Thun · Triftmeer · Vierwoudstrekenmeer · Walenmeer · Meer van Zug · Meer van Zürich
Albano · 
Alserio · 
Annone · 
Barrea · 
Bolsena · 
Bracciano · 
Campotosto · 
Comabbio · 
Como · 
Endine · 
Garda · 
Garlate · 
Idro · 
Iseo · 
Ledro · 
Lugano · 
Maggiore · 
Mergozzo · 
Misurina · 
Monate · 
Orta · 
Pusiano · 
Trasimeno · 
Varese · 
Vico · 
Viverone
- Bibliothèque nationale de France: cb15194805s (data)
- Gemeinsame Normdatei: 4036605-4
- Historisch woordenboek van Zwitserland: 008661
- Library of Congress Control Number: sh97006463
- Nationale Bibliotheek van Tsjechië: ge636646
- Nationale Bibliotheek van Israël: 987007539627805171
- Virtual International Authority File: 170373455